# Maelgwn Gwynedd
Maelgwn Gwynedd, el nom formal del qual era Maelgwn ap Cadwallon (480 aprox. - 547) (en llatí: Maglocunus, nom derivat del britònic *Maglocuu), altrament conegut com a Maelgwn Hir (l'Alt), fou un dels primers reis de Gwynedd i un personatge de la literatura mítica gal·lesa. Els seus fets eren lloats pels poetes i se li atribueix la creació d'un concurs de poesia musicada, l'Eisteddfod. També va contribuir a la difusió del cristianisme sent benefactor d'eclesiàstics com: sant Brynach, sant Cadoc, sant Cybi, sant Padarn, i sant Tydecho. Però a causa d'altres fets, entre els quals està l'assassinat del seu oncle, va ser durament criticat pel monjo Gildas de Rhuys en el seu famós sermó.

## Rei de Gwynedd
El Maelgwn històric, rei de Gwynedd, fou un dels líders més destacats del segle vi britànic. També ha esdevingut un dels líders més famosos de la història gal·lesa. Segons diu la tradició va néixer a Llanrhos. És un dels cinc reis britans criticats pels seus pecats per l'escriptor cristià, del qual n'era contemporani, Gildas de Rhuys (qui l'anomena Maglocunus, que en britònic vol dir el príncep gos) al llibre De Excidio Britanniae. En aquest llibre, en el qual és descrit com a "el drac de l'illa", segurament com a referència al seu centre de poder, situat a Anglesey,se'l considera el més poderós dels cinc reis:

"... tu ets l'últim del qual escric però el primer i de més gran maldat, amb més talent que molts però també amb més malícia, més generós donant però també més liberal en el pecat, fort en la guerra però encara més fort destruint la teva ànima...".
Gildas acusa a Maelgwn d'haver fet fora del poder al seu oncle "quan encara era jove". Aleshores ell, ens diu Gildas, es penedí dels seus pecats i feu vots per convertir-se en monjo, però aquest penediment no durà gaire i tornà a la seva vida anterior. També l'acusa d'haver matat la seva muller i el seu nebot per tal de poder-se casar amb la vídua del seu nebot.
També ens diu que fou un gran patró de les arts i un legislador hàbil, tot i que molts atribueixen això a la propaganda de Maelgwn. Establí la seva cort a Deganwy, on s'envoltà d'un seguici de bards i artesans que narraven les seves fites entusiastament. Gildas n'adopta un punt de vista contrari, acusant-lo d'escoltar les pròpies lloances en comptes de lloar déu. Segons la Historia Brittonum, ell "regnà entre els britans" com al gran rei.
El seu fill Rhun fou un altre rei famós de Gwynedd, i alguns historiadors per ex. John Morris, afirmen que un altre dels seus fills, Brude o Bridei, esdevingué rei dels pictes. El pare d'aquest Bridei, es deia Maelchon (o Melcho, o Maelchú, segons els textos irlandesos) però a banda de la semblança en el nom no hi ha cap prova el que relacioni amb Maelgwn. Altres autors com Kirby i Williams consideren impropi d'un historiador fer deduccions amb una base tan fluixa.
Als Annales Cambriae consta que morí per l'anomenada pesta de Justinià de l'any 547, però segons diu a les Tríades gal·leses, va ser la febre groga originada pels cadàvers en descomposició en el districte de Rhos.

## Maelgwn en la llegenda
Elis Gruffydd preservà les llegendes de la tradició gal·lesa en un manuscrit que escrigué a mitjan segle xvi, encara que alguns historiadors creuen que la història és encara més antiga:
El rei Maelgwn demanà a un fill dels seus senyors, Elffin, que el lloés a ell i la seva cort. Elffin s'hi negà, afirmant que el seu bard, Taliesin, era millor bard i la seva dona era més maca que qualsevol que hi hagués a la cort del rei. Taliesin sabia què estava passant perquè era vident, i ho digué a la muller d'Elffin. Aleshores Rhun, el fill de Maelgwn, anà a casa d'Elffin per tal de seduir la seva dona i demostrar que les afirmacions d'Elffin eren falses. Rhun l'emborratxà. Quan ella es desmaià, Rhun intentà treure-li l'aliança per demostrar la seva infidelitat. Com que l'anell no sortia, li tallà el dit. Quan el rei Maelgwn li ensenyà el dit a Elffin, ell respongué que la seva muller es tallava les ungles molt més sovint que la propietària d'aquell dit, que tenien servents per amassar el pa i que mai no tenia restes de massa sota les ungles, que l'anell havia caigut del dit i que era massa prim per ser el de la seva dona.
Aleshores Maelgwn demanà a Taliesin que vingués a la cort per demostrar que les afirmacions d'Elffin eren falses. Taliesin donà vint minuts als bards del rei per fer una epopeia. Els bards del rei no van poder enllestir-la. Quan arribà el torn de Taliesin, provocà un gran vent que feia ressonar el castell. Maelgwn, atemorit, manà buscar Elffin. La següent cançó de Taliesin va fer que les cadenes d'Elffin se separessin. Aleshores Maelgwn els desafià a una cursa de cavalls. L'endemà Taliesin es presentà amb un cavall vell i feble. A mesura que els cavalls del rei passaven per davant de Taliesin, just al principi, ell els tocava el cul amb una branqueta de grèvol. Quan tots ja havien passat, Taliesin col·locà el seu barret a terra. Quan els cavalls del rei tornaven i eren a poca distància de la meta, es van parar just davant de les branquetes de grèvol que Taliesin havia deixat allà i van començar a ballar. Aleshores el cavall vell de Taliesin els passà i guanyà la cursa.
Una altra llegenda conta això:
Hi ha una antiga història sobre una de les moltes parelles de Maelgwn que recorda la seva enveja constant, tot i que també s'explica una versió similar del rei Rhydderch Hael (el Generós) del regne de Strathclyde. A la seva primera boda, Maelgwn entregà a la bella princesa Nesta, del sud dels Penins, l'anell d'or que tradicionalment era dut per totes les reines de Gwynedd. Aviat, emperò, la nova reina perdé l'anell mentre es banyava en un estany a la vora del riu Elwy. Temorosa del que pogués dir el seu marit, anà a veure el bisbe de Llanelwy per a demanar-li ajuda. El bisbe convidà als reis a un sopar aquella mateixa nit, en què contà a Maelgwn què se n'havia fet de l'anell de la reina. Maelgwn s'enfurismà i acusà Nesta d'haver-lo regalat a un amant més pobre. El bisbe aconseguí calmar el rei i fer-lo seure per menjar, i tots pregaren a Déu perque es trobés l'anell. De primer, se serví peix fresc, pescat a l'Elwy, i quan el rei tallà el peix, hi trobà l'anell!
Una altra antiga rondalla (esmentada a l'Encyclopædia Britannica i en altres fonts) diu això:
El primer Eisteddfod del qual se'n té notícia se celebrà a la riba del riu Conwy al segle vi, amb el patrocini de Maelgwn Gwynedd, príncep del nord de Gal·les. Maelgwn en aquella ocasió, per tal de demostrar la superioritat de la cançó cantada a la música instrumental, oferí un premi a aquells bards i joglars que travessessin nedant el riu Conwy. Hi hagué molts competidors, però mentre els arpistes no podien tocar les seves arpes pels danys causats per l'aigua, els bards tenien tan bona veu com sempre.
Una altra llegenda sobre Maelgwn en diu que desafià els altres reis de Gal·les a una prova per decidir qui seria el rei suprem. Suggerí que tots els reis havien de seure a la riba mentre la marea pujava. El rei que pogués aguantar més temps al tron seria el guanyador. Els altres reis van caure dels seus trons per culpa de la marea, però Maelgwn s'havia fet fer un tron que podia flotar, de tal manera que guanyà per mitjà d'aquest truc.
Un cicle de poemes gal·lesos de l'època que tracta sobre la vida de Llywarch Hen (Llywarch el Vell) diu, a més, que un dels fills de Llywarch (Maen Wyn) era un dels cambrers de Maelgwn.

## En la literatura de ficció actual
Maelgwn "el drac de l'illa" és un dels personatges centrals de les dues trilogies (concretament The Ancient Future i The Celestial Triad) de l'autor australià Traci Harding. En aquests llibres, Maelgwn és retratat com un home just, amable i afectuós, el tutor del qual fou Taliesin. El seu pare, Caswallon, fou empresonat pel seu oncle, Cadfer, qui després raptà la seva mare, Sorch Lawhir (qui se suïcidà per no viure amb ell). Maelgwn finalment aconsegueix matareal seu oncle i retornar el tron al seu pare.
Maelgwn és també el protagonista de les dues novel·les històriques de Mary Gillgannon Dragon of the Island (1994) i Dragon's Dream (1996).